# Suddendorf
Suddendorf – dzielnica miasta Schüttorf w Niemczech, w kraju związkowym Dolna Saksonia, w powiecie Grafschaft Bentheim, w gminie zbiorowej Schüttorf.
Do 31 października 2011 była to samodzielna gmina.